# Železniční trať Přerov–Bohumín
Železniční trať Přerov–Bohumín je důležitá železniční trať tvořící spojení Prahy a zároveň i jižní Moravy a Vídně se severní Moravou, Slezskem, Polskem a Slovenskem. Je součástí celostátní dráhy a v jízdním řádu pro cestující je uvedena jako trať 271, zároveň jsou dálkové vlaky zahrnuty i do tratě 001.
Jde o jednu z nejvytíženější tratí v České republice, v prvním čtvrtletí roku 2024 byl nejvytíženější úsek Ostrava-Svinov - Ostrava hlavní nádraží s 375 vlaky za den, nejméně vytížený pak úsek Přerov - Prosenice s 170 vlaky za den. Trať je v celé své délce elektrizovaná a dvoukolejná. Trať je součástí druhého koridoru a třetího železničního koridoru.

## Historie
Trať byla součástí a páteřní trati Severní dráhy císaře Ferdinanda (SDCF). Trasa mezi Přerovem a Lipníkem nad Bečvou byla zprovozněna v roce 1842. Trať byla zpočátku jednokolejná. Poté byla stavba pozastavena a zahájení provozu z Lipníka do Bohumína se posunulo až do roku 1847. Od roku 1851 se začalo se zdvoukolejňováním v úseku Přerov – Lipník nad Bečvou. Zdvoukolejnění celé (až do Polska) trati bylo dokončeno do roku 1906. Poblíž Hranic byl na trati jediný tunel a to Slavíčský tunel, který byl v provozu od roku 1847. Druhá kolej, postavena v roce 1873, vedla mimo tunel. V roce 1895 byl tunel opuštěn a trať se přeložila k již položené druhé koleji z roku 1873.
Mezi lety 1960–1963 probíhala elektrifikace trati.[zdroj?] Od Přerova k Bohumínu. V roce 1997 zasáhla trať devastující povodeň. Po povodni probíhala rekonstrukce a modernizace trati do podoby koridoru. Celá koridorizace byla ukončena roku 2002.
Dne 9. prosince 2012 byl úsek Přerov - Bohumín (spolu s úsekem státní hranice s Rakouskem - Břeclav - Přerov) převeden jako poslední trať v České republice na pravostranný provoz.
Od jízdního řádu 2014- 2015 jsou v tabulce této trati uváděny pro přehlednost i celé trasy vlaků Ostrava - Studénka - Mošnov, Ostrava Airport, které byly zavedeny od 13. 4. 2015.

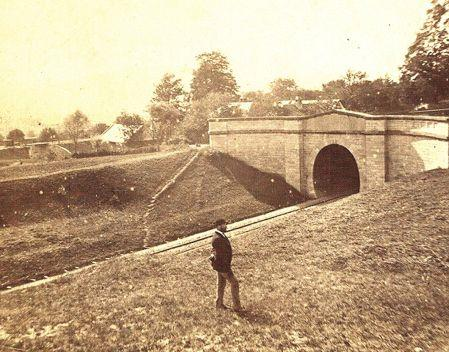
Tunel ve Slavíči v provozu

## Fotogalerie

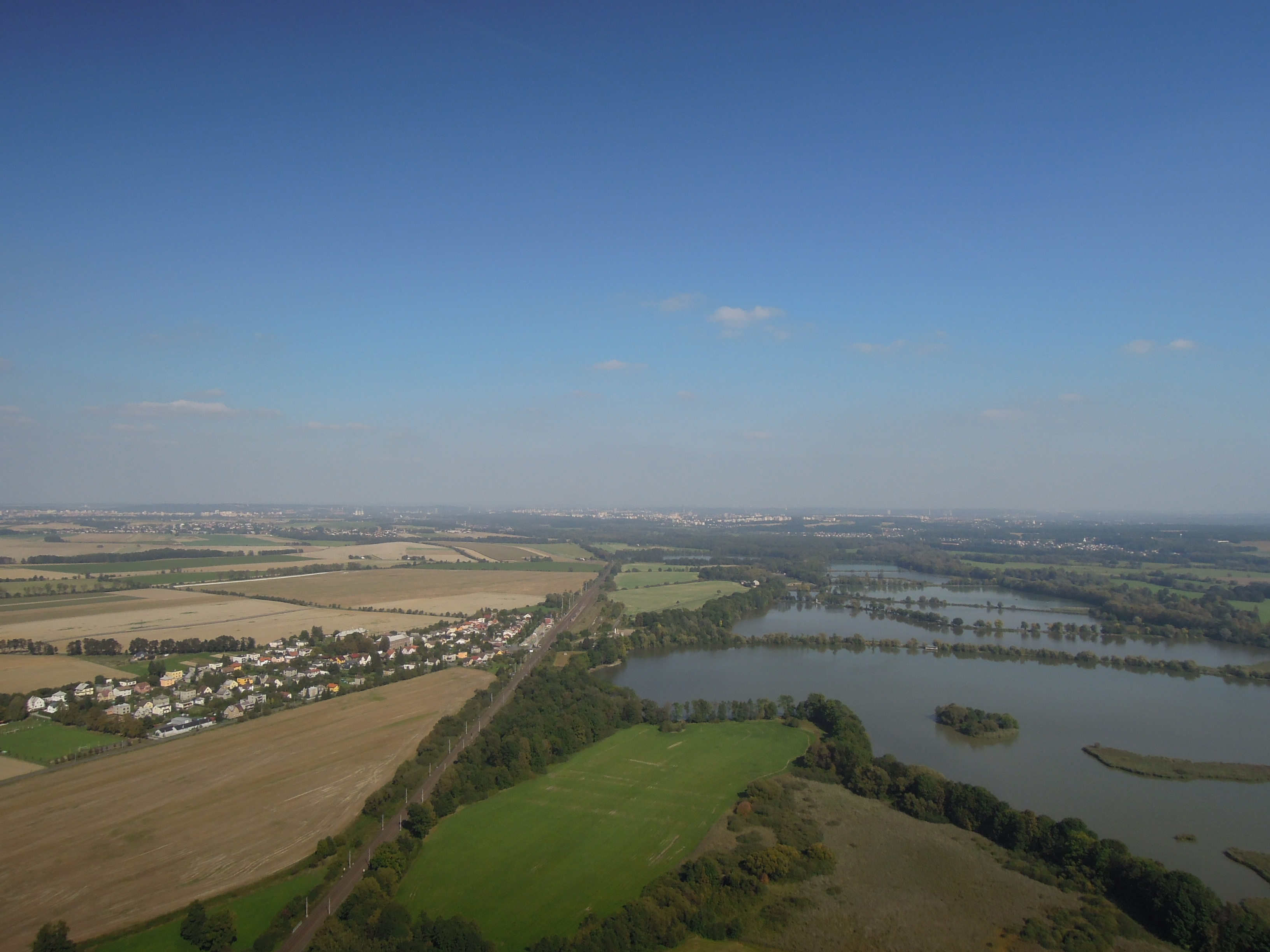
Železniční trať 270 procházející kolem Jistebníku (vlevo), vpravo Jistebnická soustava rybníků, část CHKO Poodří
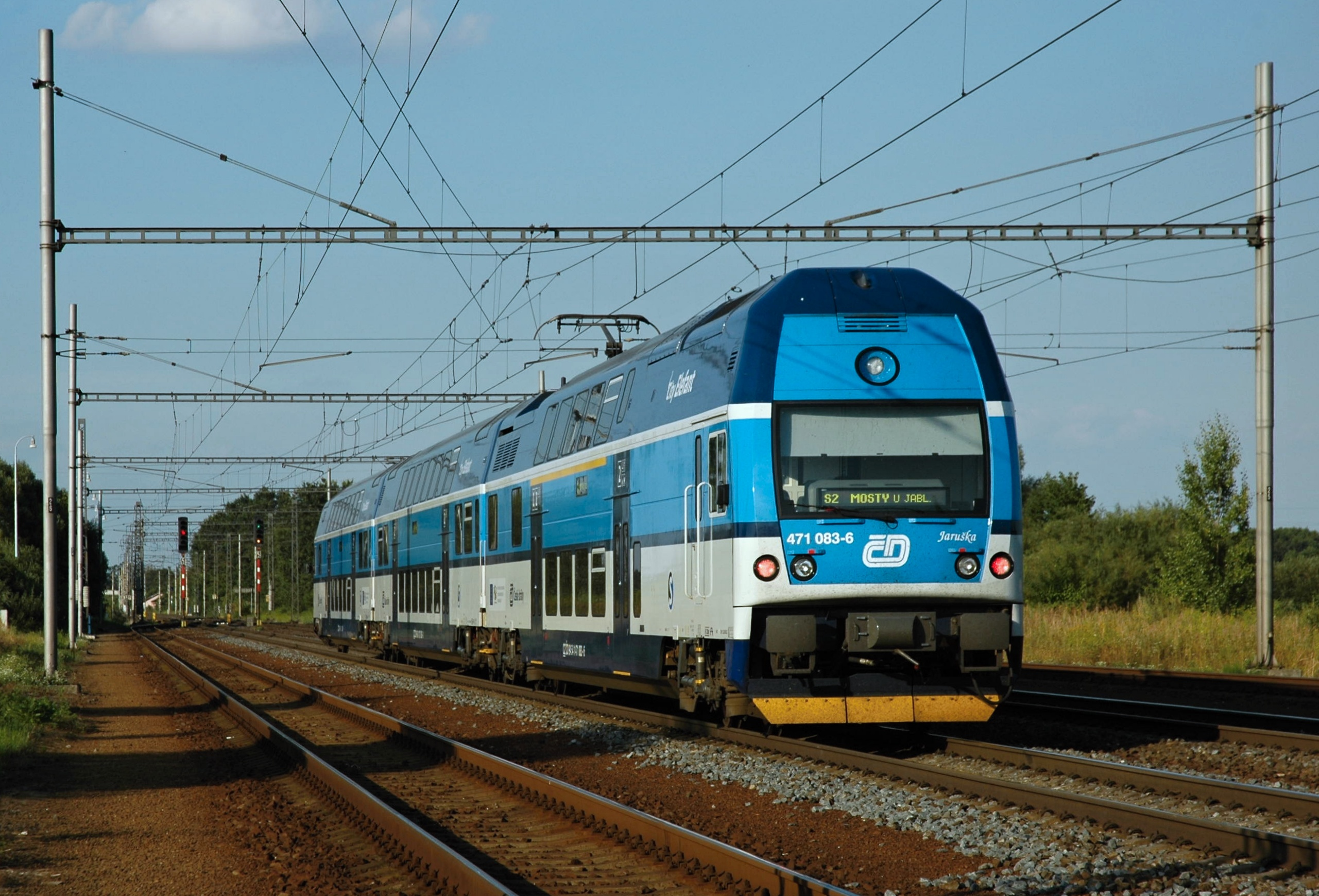
Souprava 471 City Elefant v Jistebníku
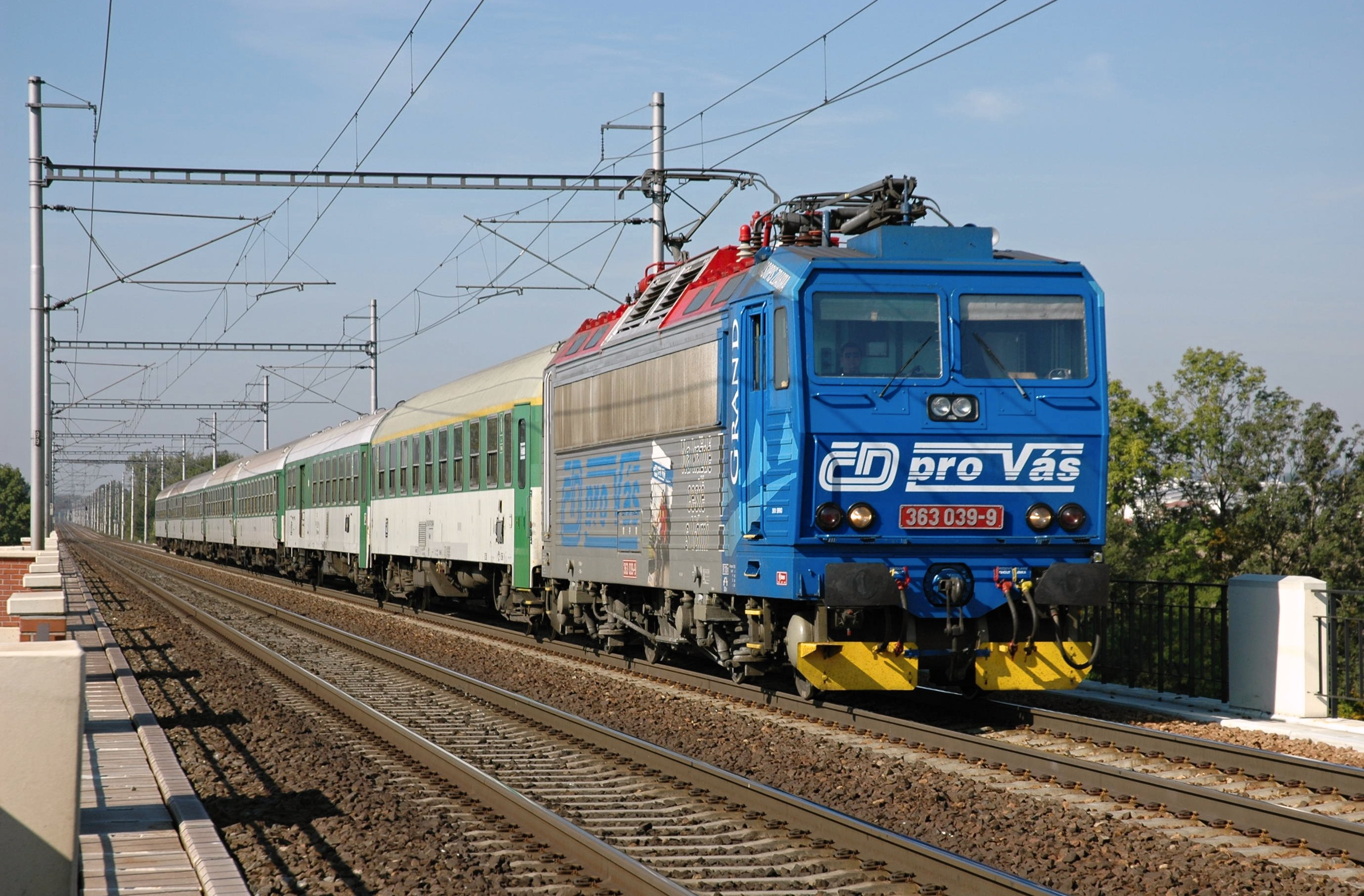
Na viaduktu u obce Drahotuše
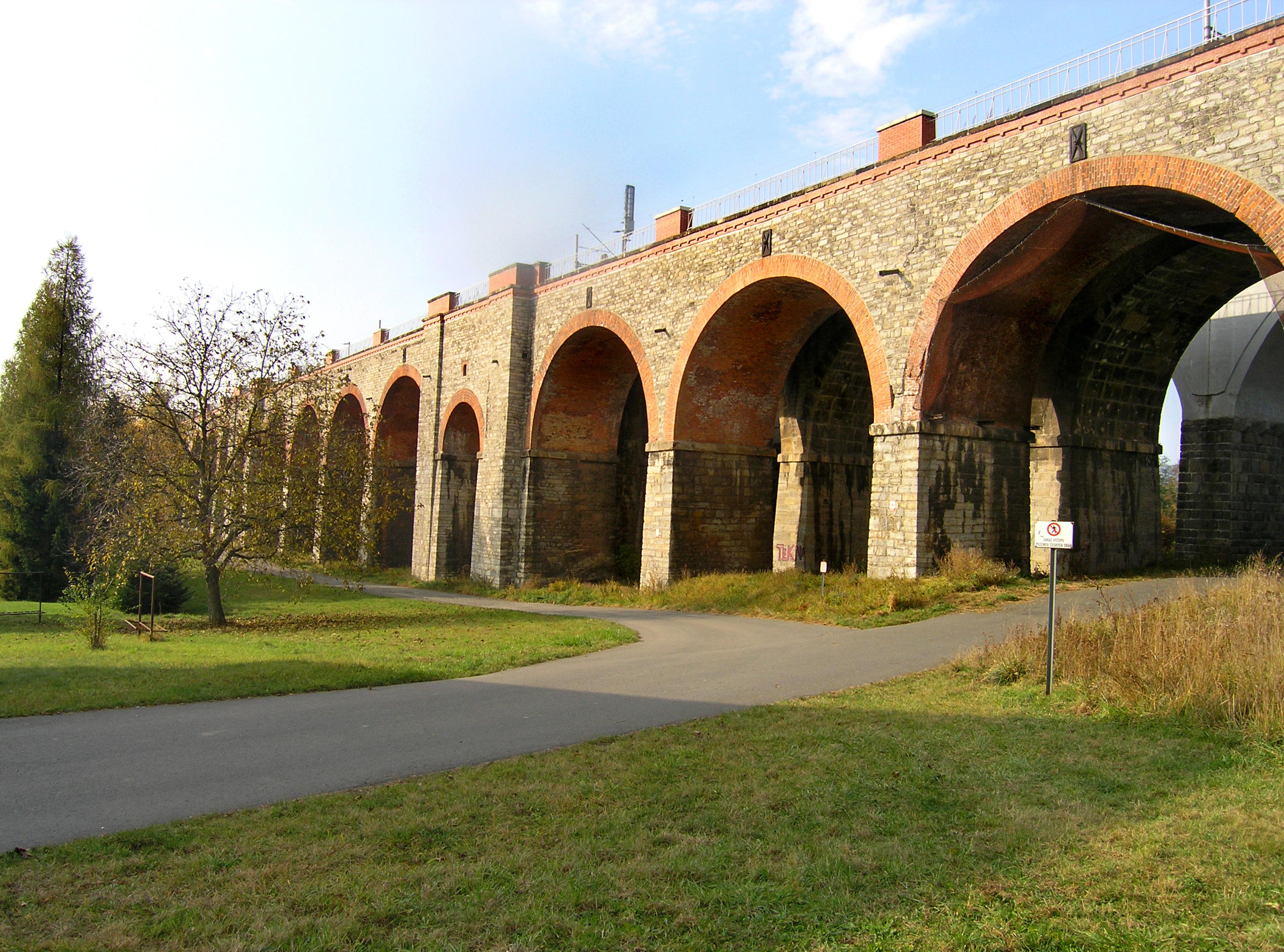
Hranické viadukty

## Stanice a zastávky

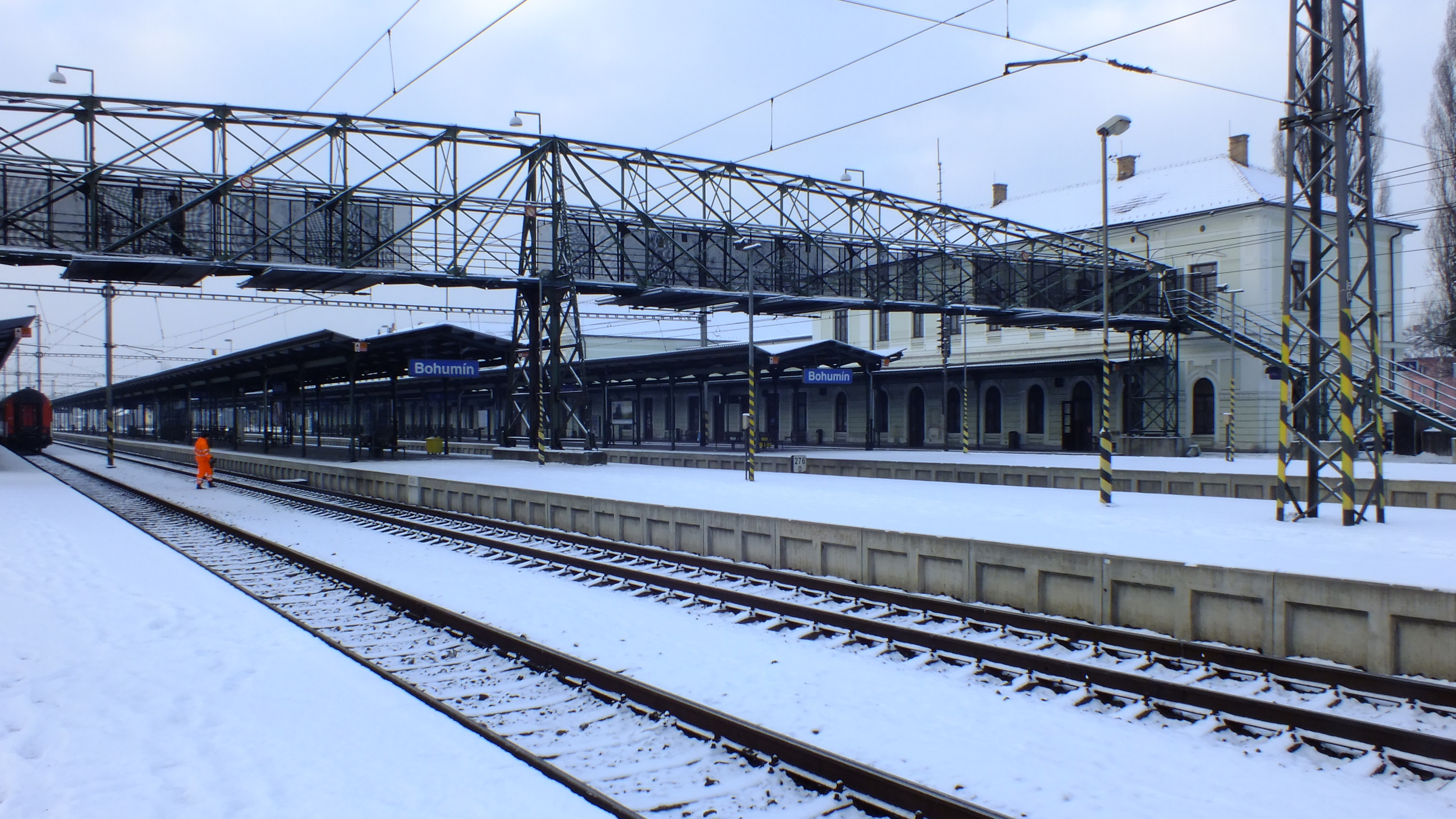
Bohumín
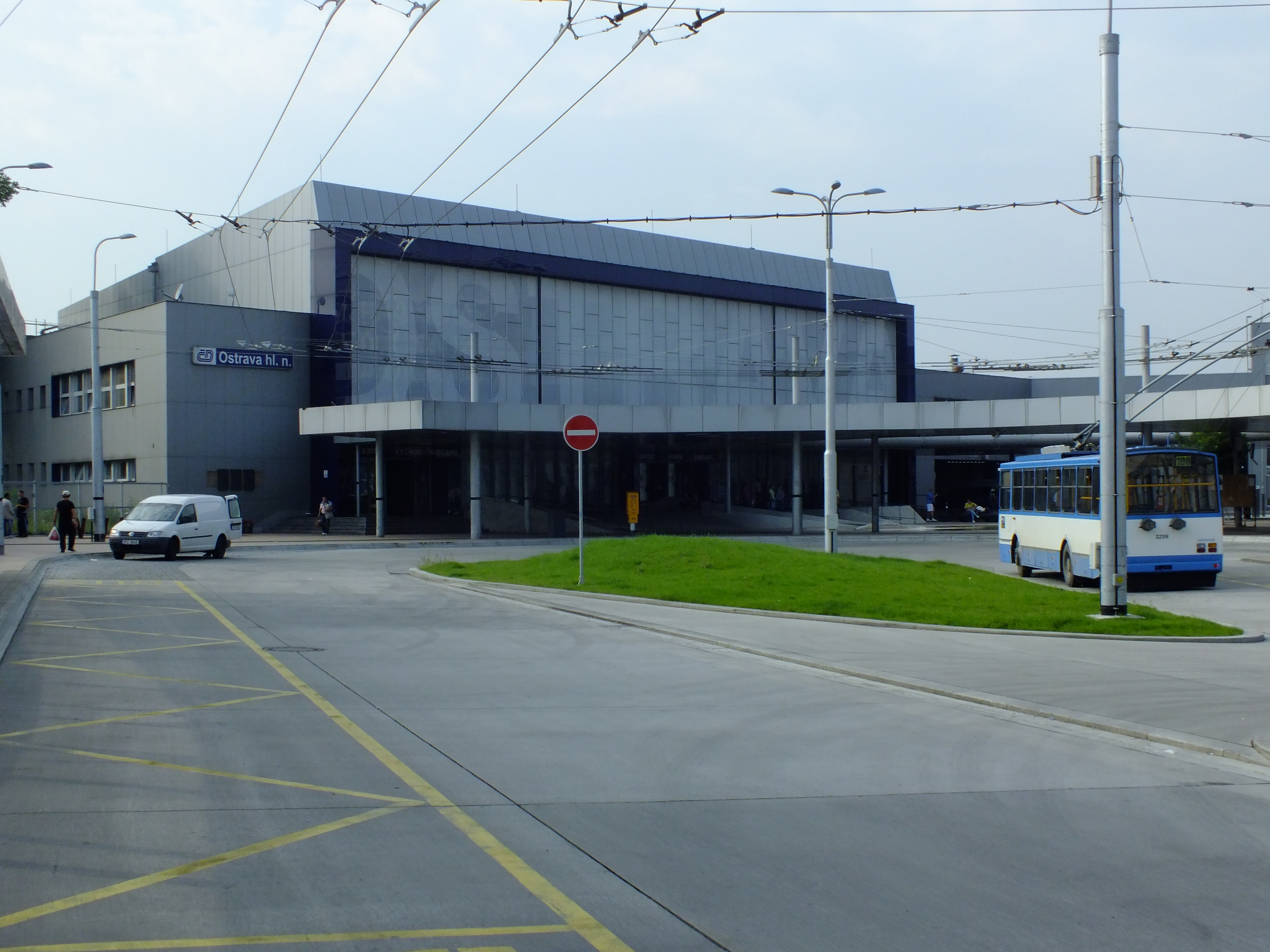
Ostrava hlavní nádraží
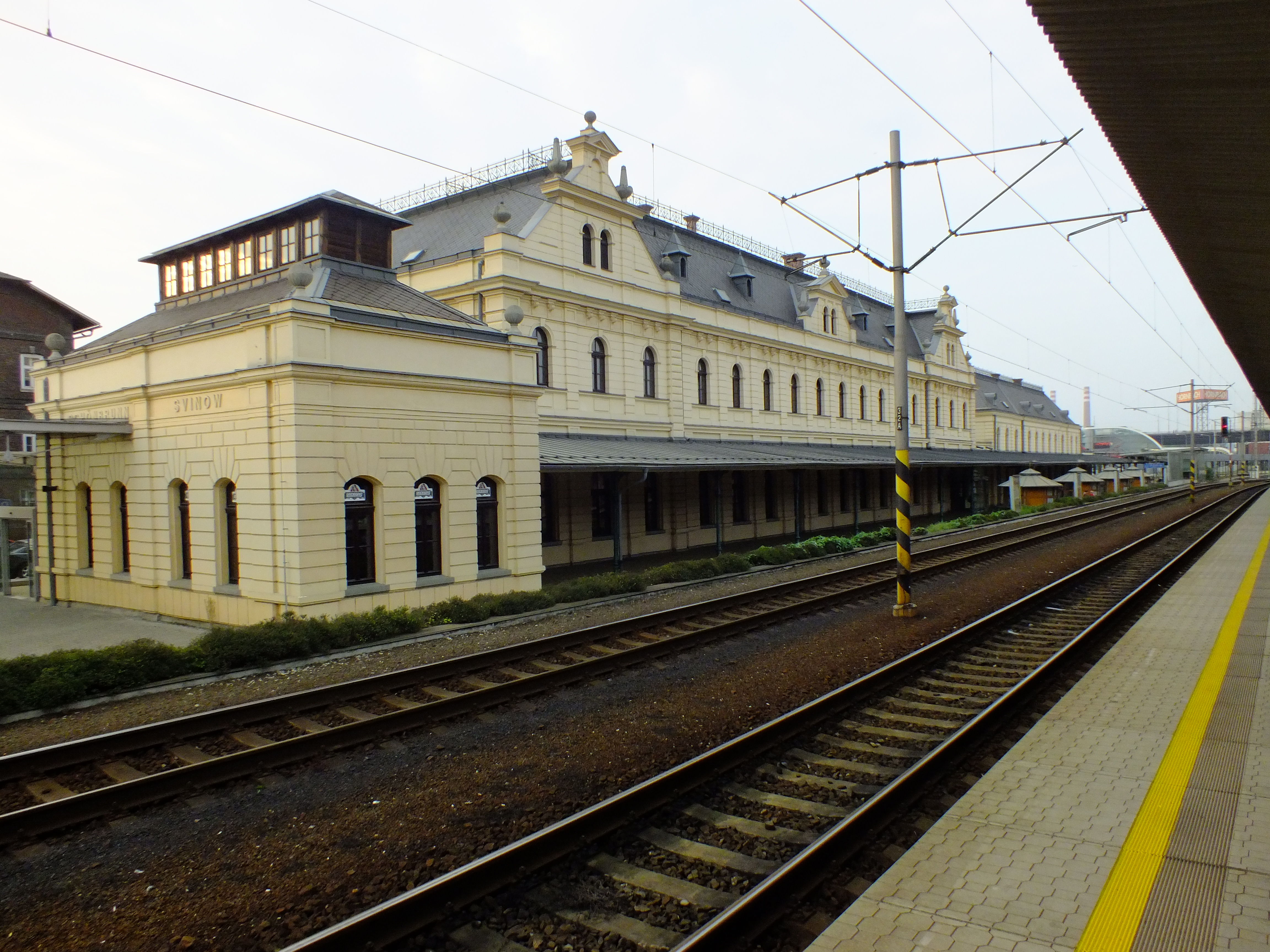
Ostrava-Svinov
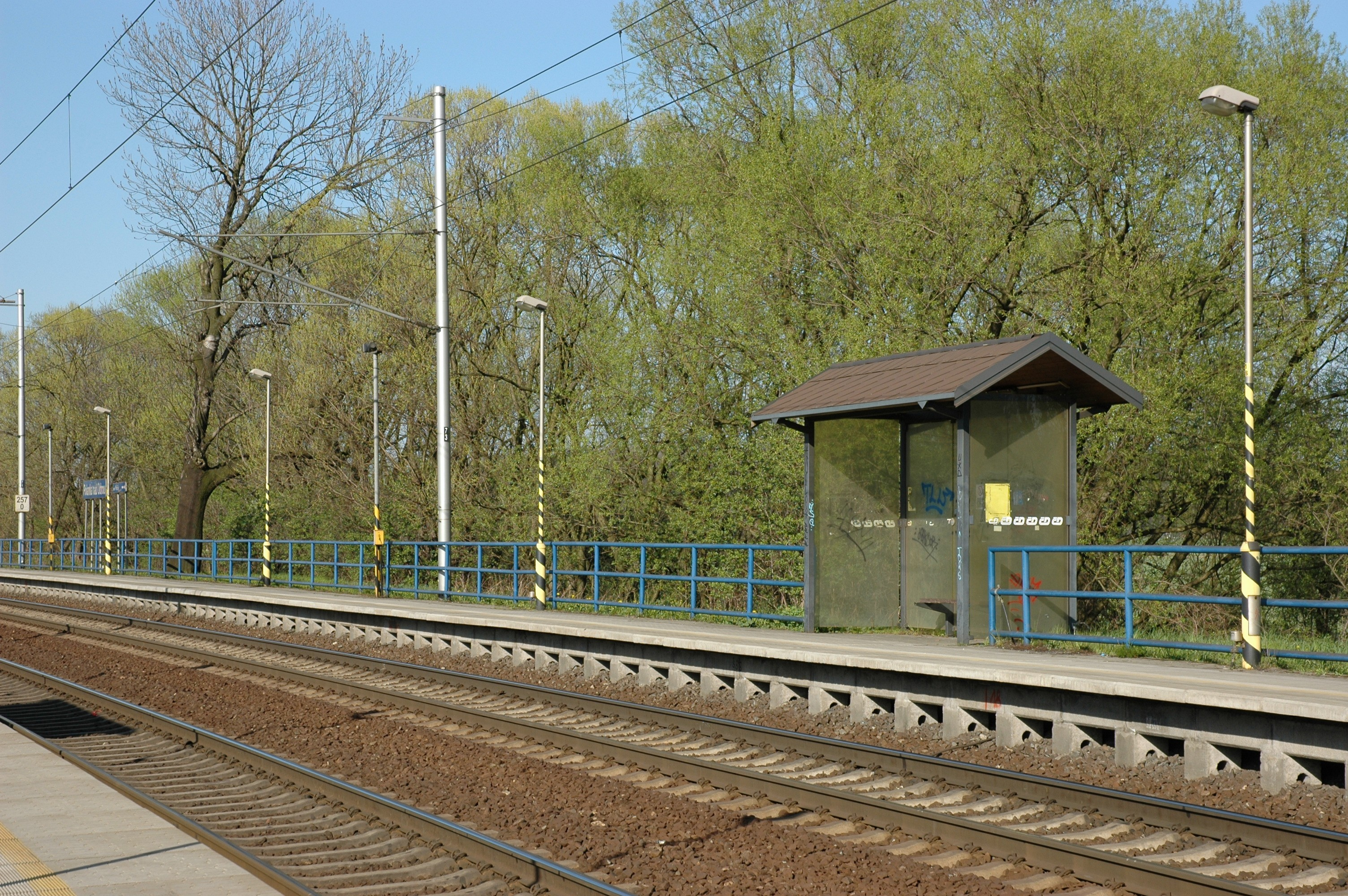
Polanka nad Odrou
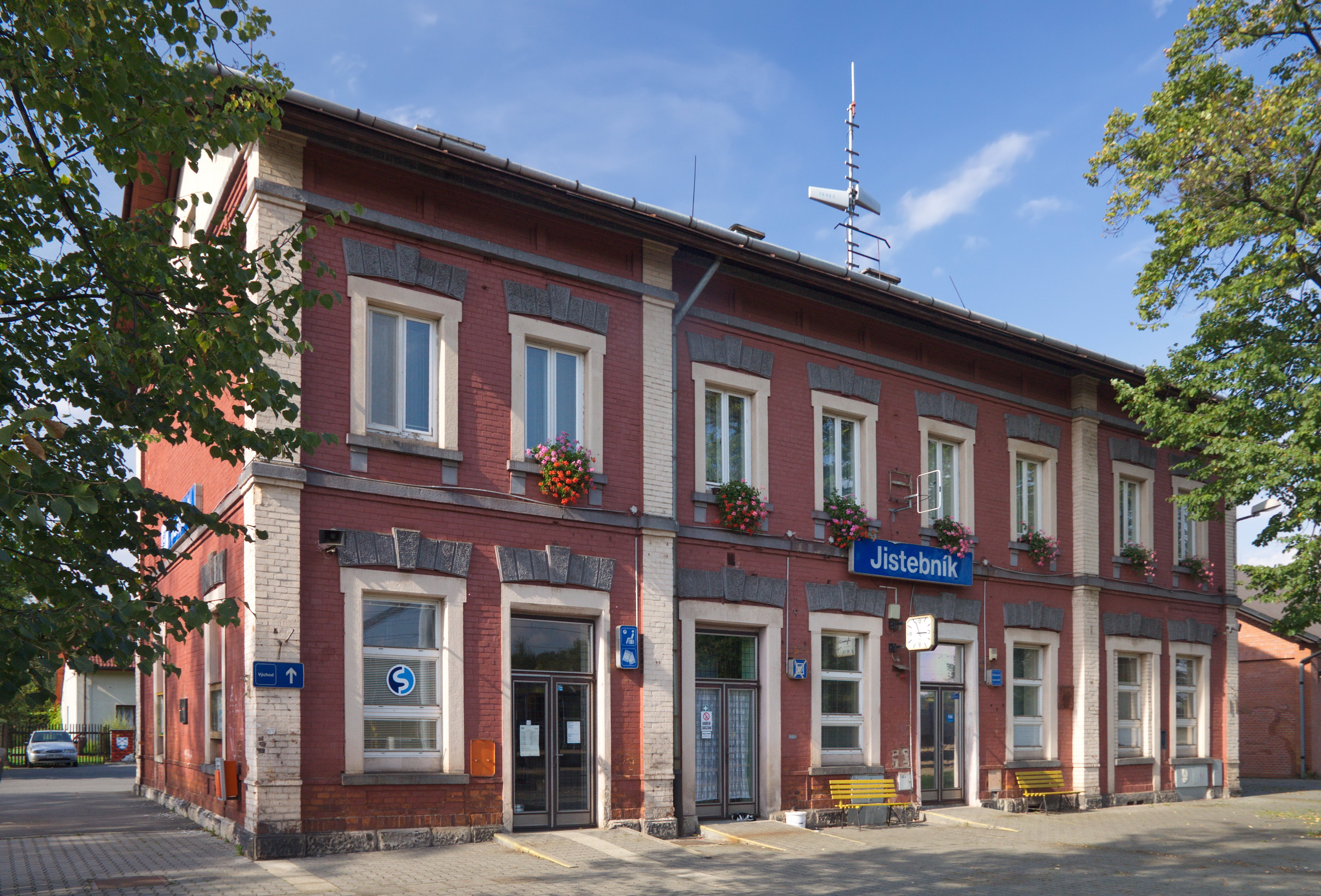
Jistebník
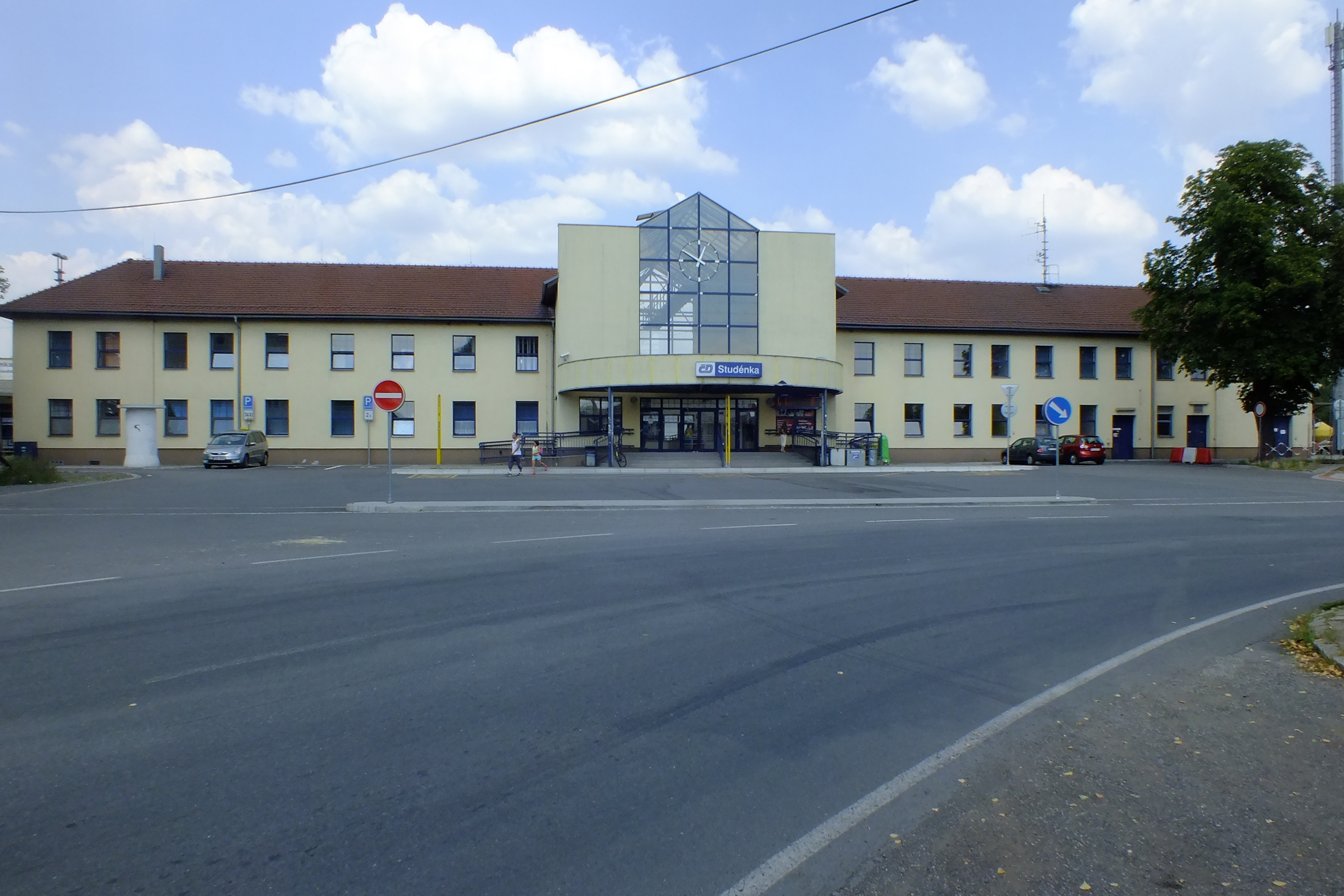
Studénka
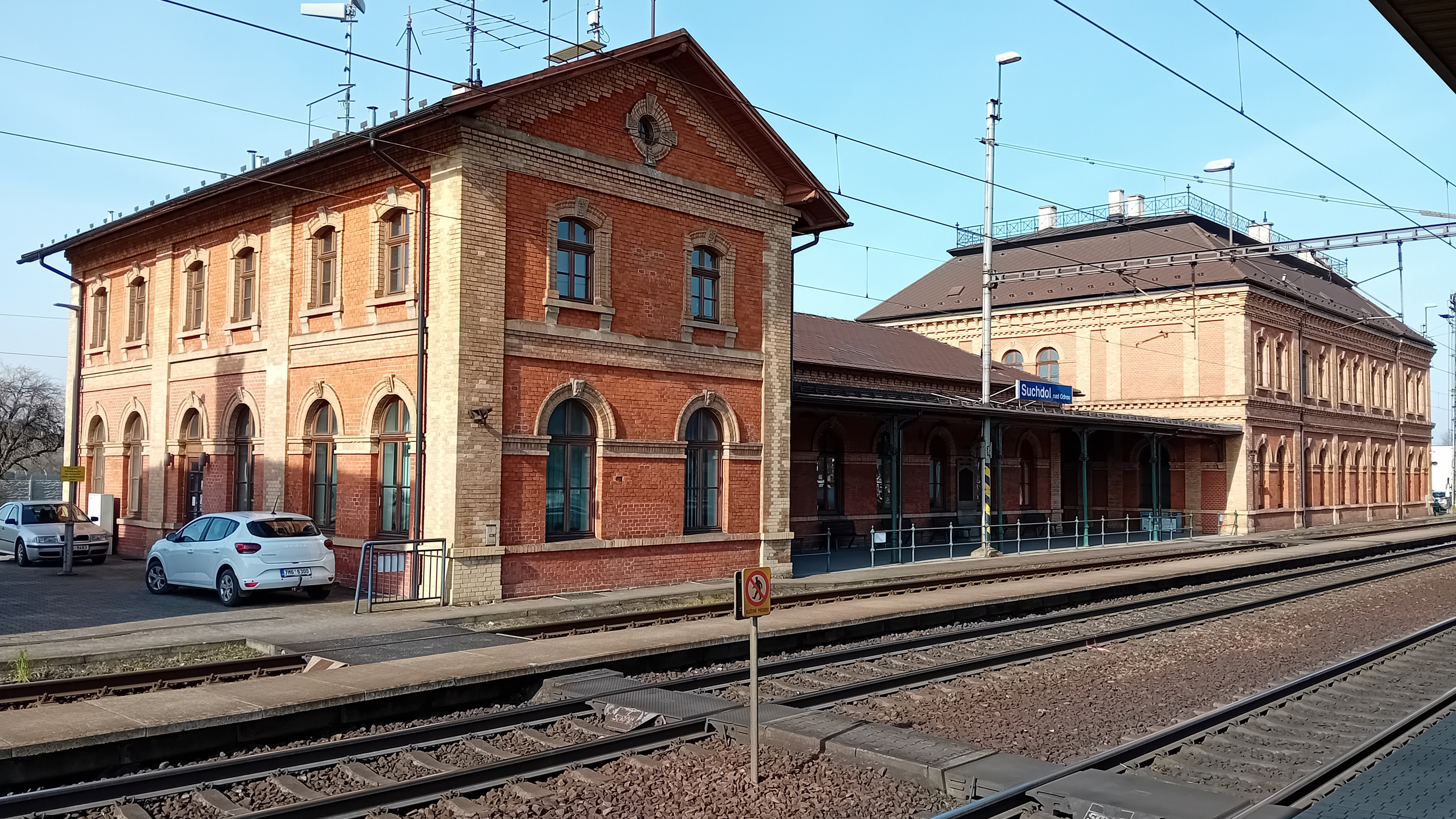
Suchdol nad Odrou
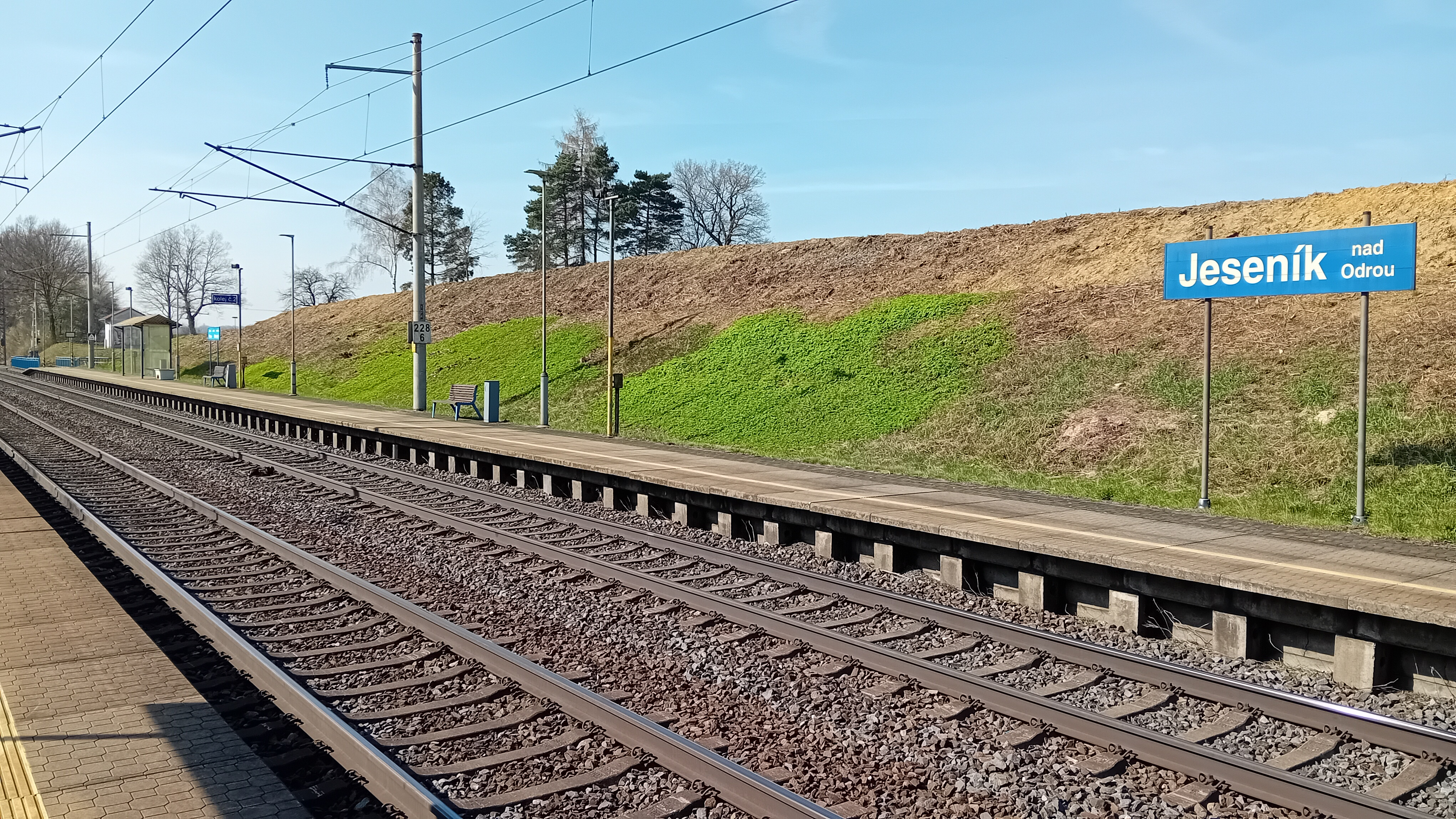
Jeseník nad Odrou
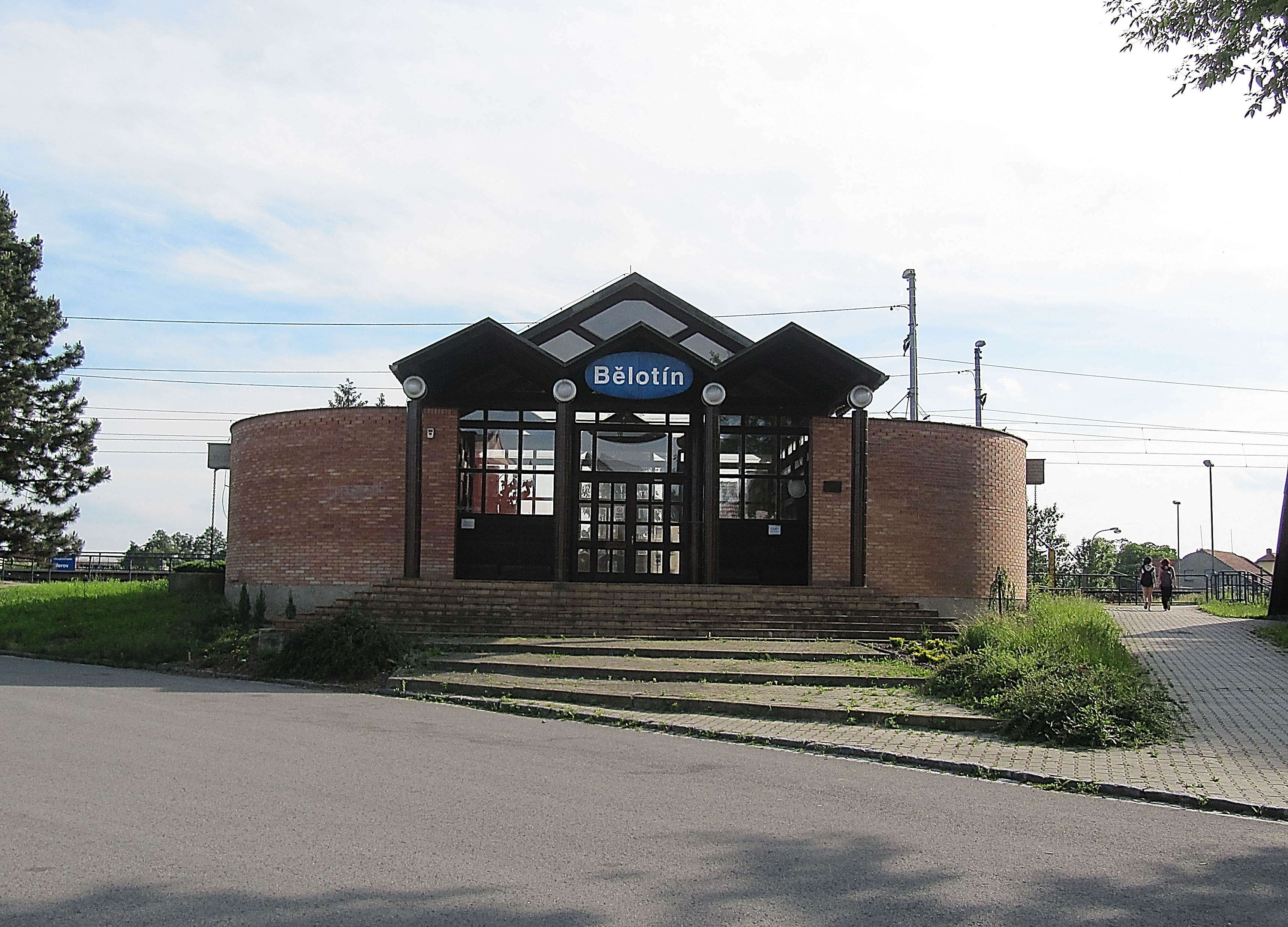
Bělotín
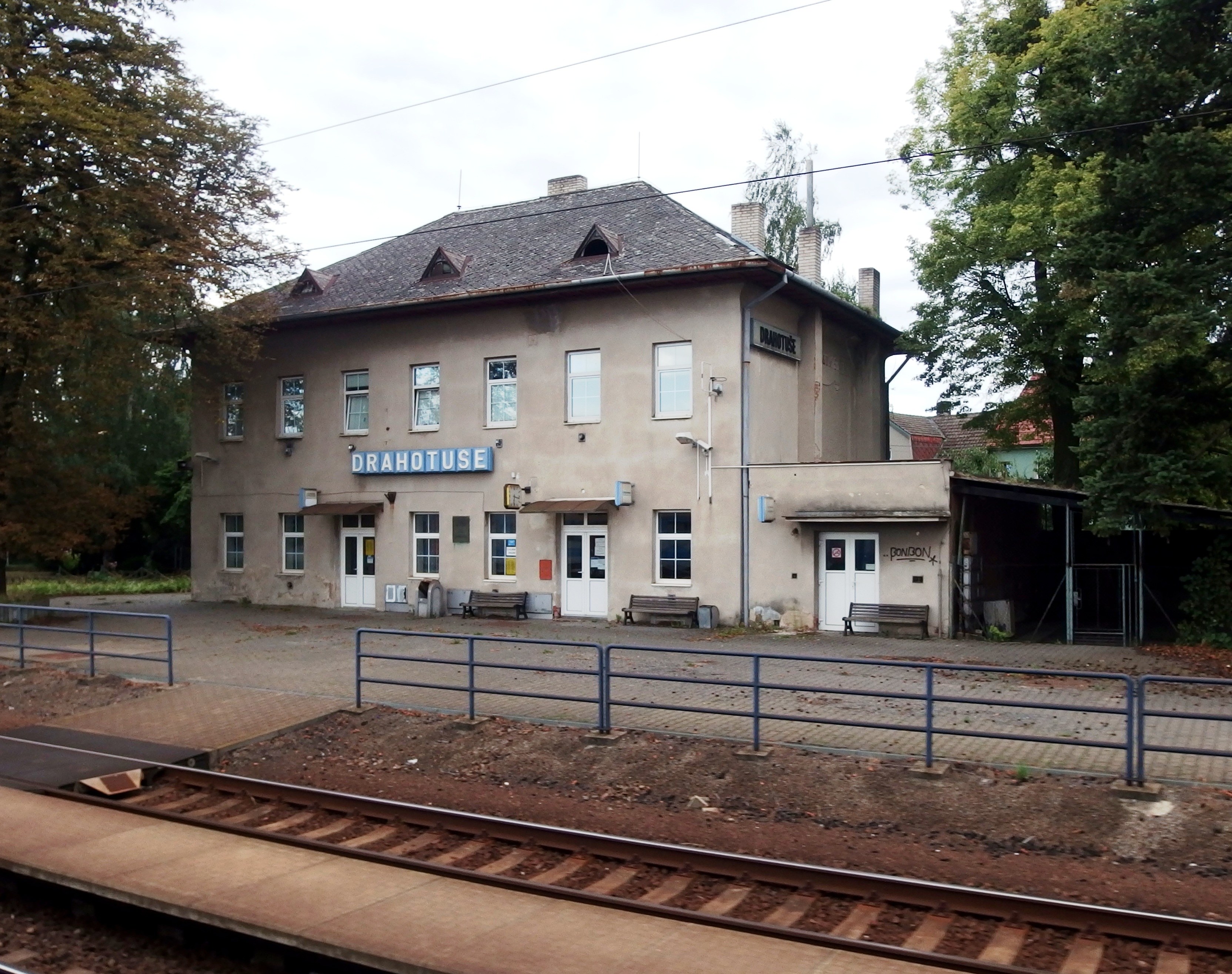
Drahotuše
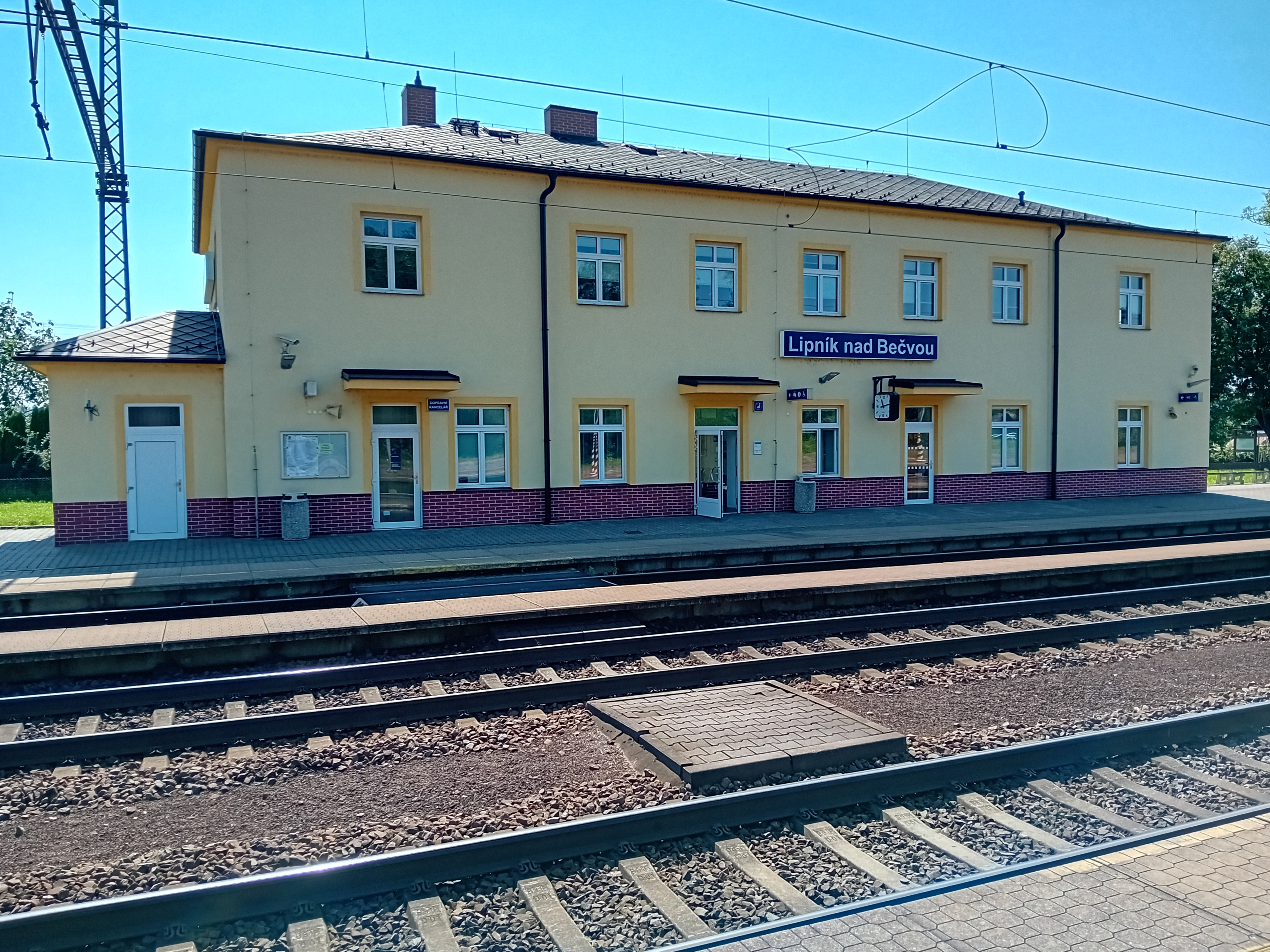
Lipník nad Bečvou
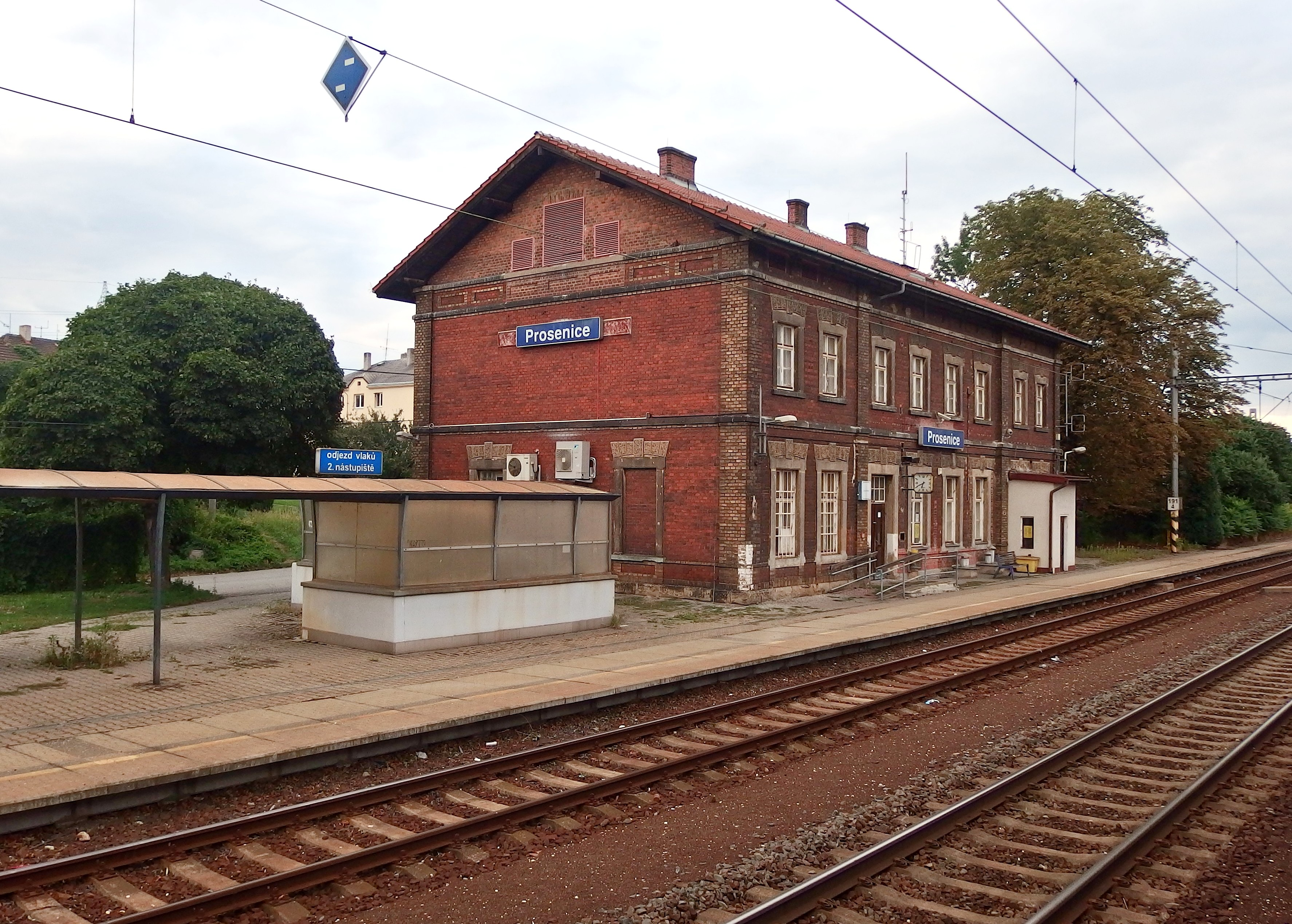
Prosenice
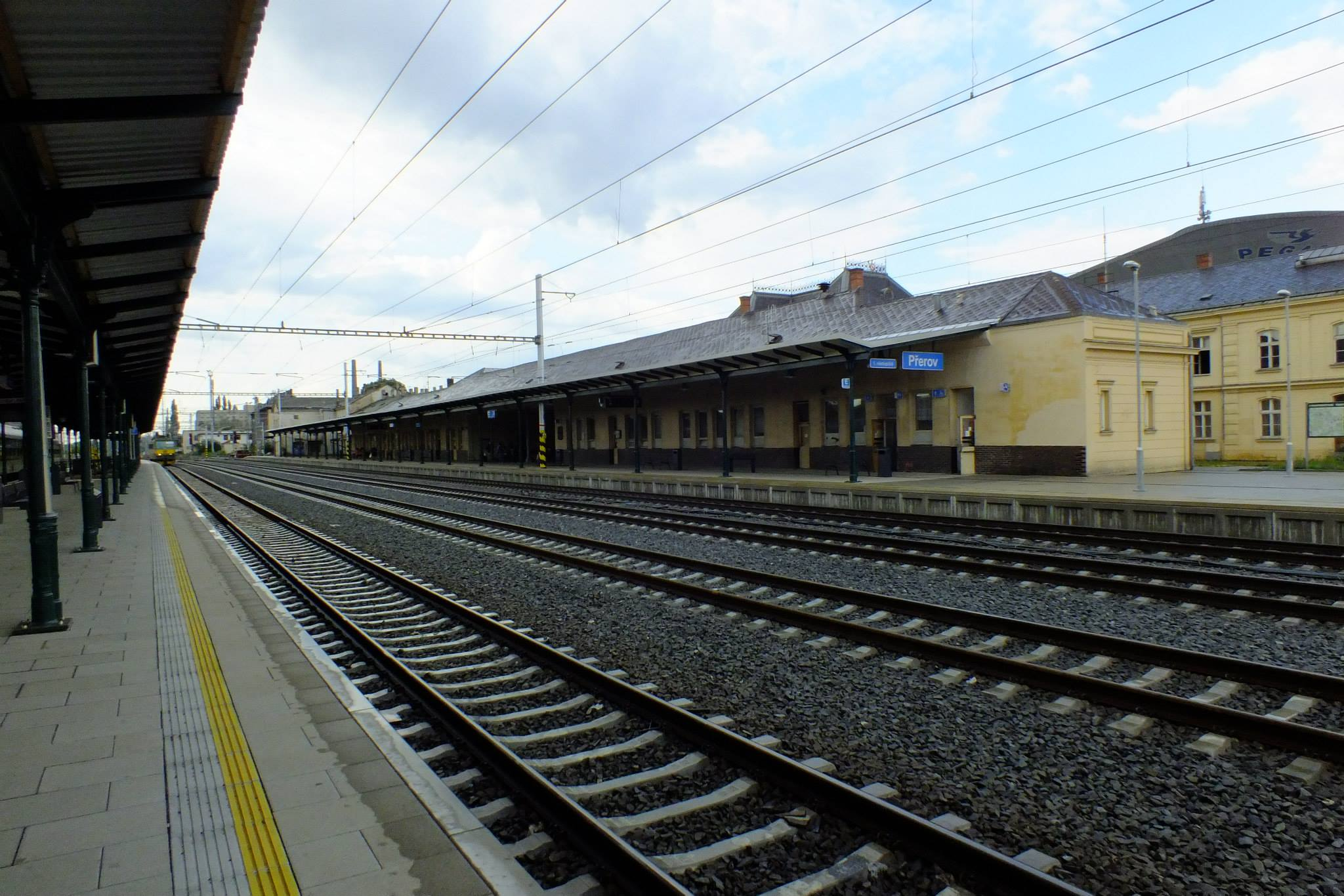
Přerov